# Độ tin cậy của Wikipedia

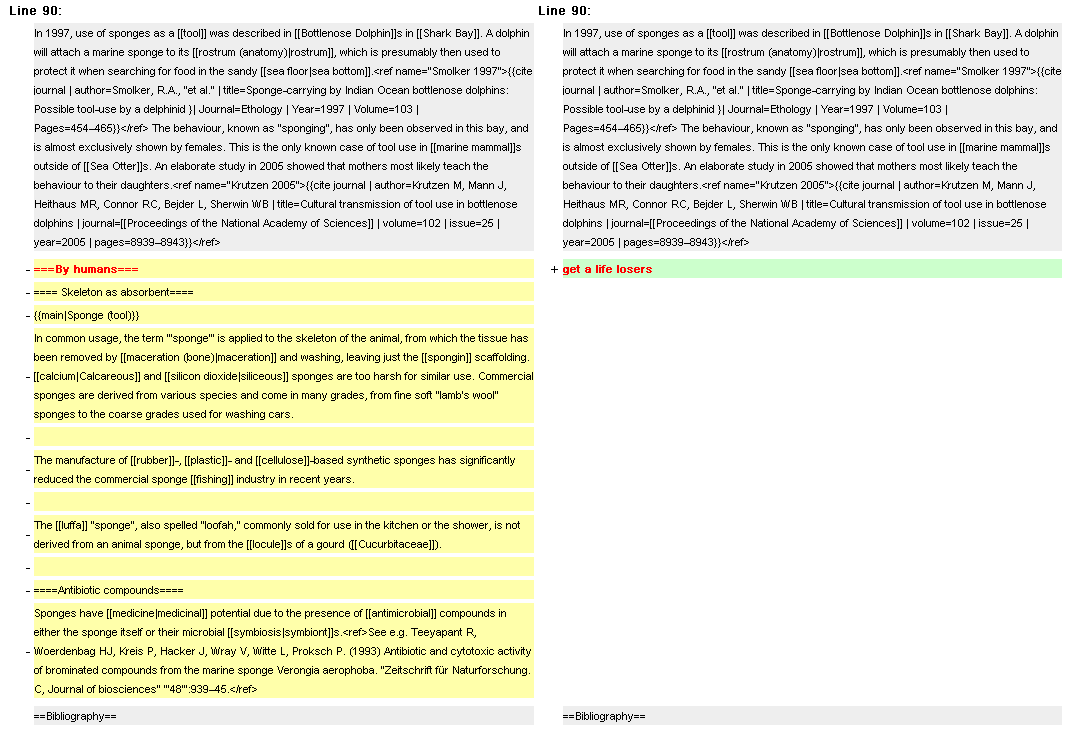
Một bài viết bị phá hoại trên Wikipedia. Tiết đoạn ở bên trái là phiên bản bình thường không bị tổn hại; còn ở bên phải là phiên bản bị phá hoại.

Sự tin cậy của Wikipedia đã và đang là chủ đề được đem ra đánh giá thường xuyên. Trong các trường đại học, việc dựa vào duy nhất một nguồn thông tin để làm cơ sở nghiên cứu là không nên, vì ngay cả các tác giả nổi tiếng nhất cũng có sai lầm.
Vì Wikipedia là một công cụ ai cũng có thể chỉnh sửa một cách vô danh (tuy nhiên Wikipedia ghi lại địa chỉ IP của những người chưa ghi danh trước khi đăng ký), tính tin cậy của nó được xác định bằng việc thông tin sai lệch được loại bỏ bao lâu trước lần sửa đổi cuối cùng.
Một nghiên cứu trên tạp chí Nature cho biết vào năm 2005, các bài báo khoa học của Wikipedia gần mức độ chính xác của Encyclopædia Britannica và có tỷ lệ "lỗi nghiêm trọng" tương tự. Encyclopædia Britannica đã tranh luận về nghiên cứu thiên nhiên, và Nature đã trả lời bằng một phản ứng chính thức và phản bác điểm chối bỏ những điểm chính của Britannica. Từ năm 2008 đến năm 2012, các bài viết về Wikipedia về các lĩnh vực y tế và khoa học như bệnh lý, độc tính học, ung thư học, dược phẩm và tâm thần học được so sánh với các nguồn chuyên nghiệp và đã cho thấy rằng độ sâu của Wikipedia và bảo hiểm có một tiêu chuẩn cao. Các mối quan tâm về khả năng dễ đọc được đưa ra trong một nghiên cứu do Hiệp hội Ung thư lâm sàng Hoa Kỳ (American Society of Clinical Oncology) và một nghiên cứu đăng tải trên tạp chí Y học Tâm lý học (2012) trong khi một nghiên cứu đăng trên Tạp chí Châu Âu về Gastroenterology và Hepatology cho hay.
Wikipedia sẵn sàng cho việc chỉnh sửa vô danh và hợp tác, nên đánh giá về độ tin cậy của nó thường xuyên kiểm tra xem thông tin sai lệch hoặc gây hiểu nhầm được xóa nhanh như thế nào. Một nghiên cứu được thực hiện bởi các nhà nghiên cứu của IBM vào năm 2003 – hai năm sau khi thành lập Wikipedia – đã phát hiện ra rằng "phá hoại thường được sửa chữa cực kỳ nhanh chóng – nhanh đến mức hầu hết người dùng sẽ không bao giờ thấy được hiệu ứng của nó".
Thông tin sai lệch đã từng kéo dài trong một thời gian trên Wikipedia. Tháng 5 năm 2005, một biên tập viên đã gây ra tranh cãi bằng cách tạo ra một bài viết về John Seigenthaler có chứa các tuyên bố sai và phỉ báng. Thông tin không chính xác vẫn không được điều chỉnh trong bốn tháng. Một bài viết tiểu sử trên Wikipedia tiếng Pháp mô tả một "Léon-Robert de L'Astran" như một chủ tàu chống nô lệ thế kỷ 18 và Ségolène Royal – một ứng cử viên tổng thống Pháp – ca ngợi ông. Một cuộc điều tra của sinh viên đã xác định rằng bài báo là một trò lừa bịp và L'Astran chưa bao giờ tồn tại. Các nhà báo từ một loạt các ấn phẩm tương tự đã bị xấu hổ bằng cách lặp lại thông tin sai lệch hoặc giả mạo.

## Mô hình chỉnh sửa Wikipedia
Wikipedia cho phép các biên tập viên vô danh – những người đóng góp không phải cung cấp bất kỳ giấy tờ tùy thân hoặc thậm chí một địa chỉ email – chỉnh sửa nó. Một nghiên cứu năm 2007 tại Đại học Dartmouth của Wikipedia tiếng Anh lưu ý rằng, trái với mong đợi của xã hội thông thường, các biên tập viên vô danh là một số người đóng góp có hiệu quả nhất của Wikipedia về nội dung hợp lệ. Tuy nhiên, nghiên cứu của Dartmouth đã bị John Timmer của trang web Ars Technica chỉ trích vì những thiếu sót về phương pháp luận của nó.
Wikipedia tin tưởng vào một cộng đồng để tự điều chỉnh và trở nên thông thạo hơn trong việc kiểm soát chất lượng. Wikipedia đã khai thác công việc của hàng triệu người để tạo ra trang web dựa trên tri thức lớn nhất thế giới cùng với phần mềm để hỗ trợ nó, dẫn đến hơn mười chín triệu bài viết được viết ra, trên 280 phiên bản ngôn ngữ khác nhau trong vòng chưa đầy 12 năm. Vì lý do này, đã có nhiều quan tâm đến dự án cả về mặt học thuật và từ nhiều lĩnh vực khác nhau như công nghệ thông tin, kinh doanh, quản lý dự án, mua lại tri thức, lập trình phần mềm, các dự án hợp tác khác và xã hội học để tìm hiểu xem mô hình Wikipedia có thể tạo ra kết quả chất lượng, sự hợp tác theo cách này có thể tiết lộ về con người hay liệu mức độ tham gia có thể vượt qua những trở ngại của những giới hạn cá nhân và sự biên tập kém, nếu không sẽ phát sinh.

### Các tiêu chí tin cậy
Độ tin cậy của bài báo Wikipedia có thể được đo bằng các tiêu chí sau:
- Độ chính xác của thông tin được cung cấp trong bài viết.
- Sự phù hợp của hình ảnh được cung cấp với bài viết.
- Sự phù hợp của phong cách và trọng tâm của các bài viết.
- Tính nhạy cảm, loại trừ và loại bỏ thông tin sai lệch.
- Tính toàn diện, phạm vi bảo hiểm trong các bài viết.
- Xác định các nguồn bên thứ ba có uy tín khi trích dẫn.
- Tính ổn định của các sản phẩm.
- Tính nhạy cảm với sự thiên lệch về biên tập và hệ thống.
- Chất lượng viết.

### Các công cụ để kiểm tra độ tin cậy của các bài viết

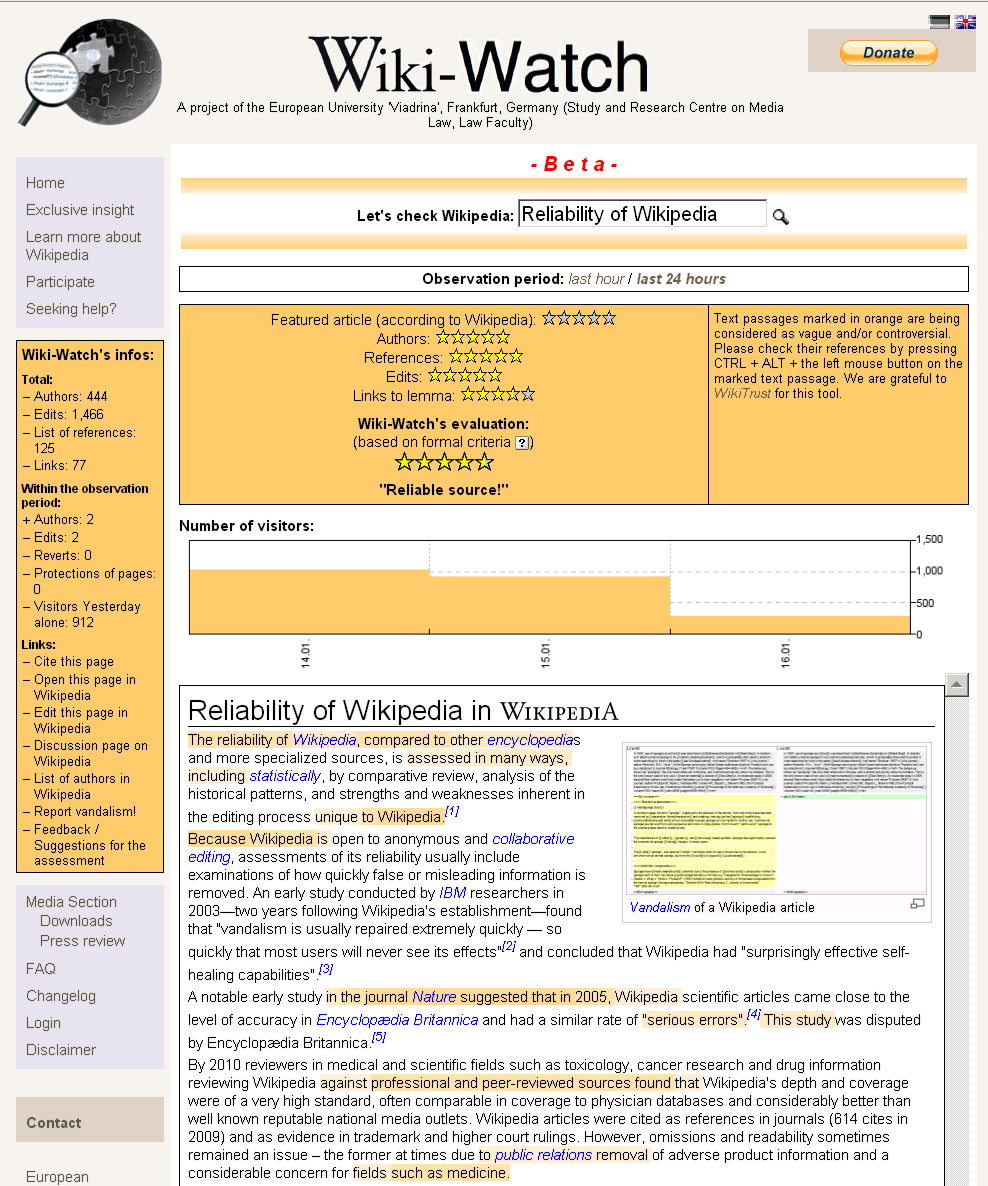
Ảnh chụp màn hình đánh giá về Wiki-Watch của bài viết Độ tin cậy của Wikipedia được đánh giá là nguồn đáng tin cậy và các điểm Wiki bổ sung cho các chỉnh sửa có vấn đề.

Mặc dù các biên tập viên giàu kinh nghiệm có thể xem lịch sử bài viết và trang thảo luận, nhưng đối với người dùng bình thường, không dễ dàng kiểm tra xem thông tin từ Wikipedia có đáng tin cậy không. Các dự án từ một số trường đại học như California, Thụy Sĩ và Đức cố gắng cải tiến điều này bằng phương pháp phân tích chính thức và khai thác dữ liệu. Wiki-Watch từ Đức, được lấy cảm hứng từ WikiBu từ Thụy Sĩ, cho thấy một đánh giá lên đến năm sao cho mỗi bài viết tiếng Anh hoặc tiếng Đức trong Wikipedia. Một phần của đánh giá này là công cụ WikiTrust cho thấy sự đáng tin cậy của các phần văn bản duy nhất của các bài viết trên Wikipedia bằng các dấu trắng (đáng tin cậy) hoặc cam (không đáng tin cậy).

## Tranh chấp khoa học
Một nghiên cứu của tạp chí Nature vào năm 2005 đưa ra hai ví dụ ngắn về những thách thức mà các nhà khoa học Wikipedia cho rằng phải đối mặt trên Wikipedia. Nhà tâm lý học thần kinh Vaughan Bell, người đầu tiên quan tâm đến việc bổ sung một phần về bạo lực đối với bài viết về tâm thần phân liệt cho thấy quan điểm của một trong những nhà biên tập thông thường, rằng đó chỉ là một lời nói dối về sự cần thiết phải khóa người dùng, và rằng chỉnh sửa nó kích thích anh ta để tìm các tài liệu về chủ đề này.
Cuộc tranh luận lần thứ hai do Nature đã đưa William Connolley liên quan đến các tranh chấp kéo dài giữa các nhà biên tập về các chủ đề biến đổi khí hậu, trong đó Connolley đã bị cấm thành viên và một số đối thủ bị cấm chỉnh sửa các bài viết liên quan đến khí hậu trong sáu tháng, điều này mang tính nghi thức hơn sự thiên vị và Connolley đã "không phải chịu đau đớn mà là vui vẻ".